# Шипілов Сергій Анатолійович
Сергій Анатолійович Шипілов  — полковник медичної служби Збройних сил України, учасник російсько-української війни, що відзначився під час російського вторгнення в Україну в 2022 році.
Обіймає посаду провідного хірурга  Військово-медичного клінічного центру Північного регіону (Харківського шпиталю).

## Нагороди
- орден «Богдана Хмельницького» III ступеня (2022) — за особисту мужність і самовіддані дії, виявлені у захисті державного суверенітету та територіальної цілісності України, вірність військовій присязі[2].
- орден святого Пантелеймона (27 липня 2024)[3]
- Національна премія України імені Бориса Патона 2024 року